# Die Bandbreite

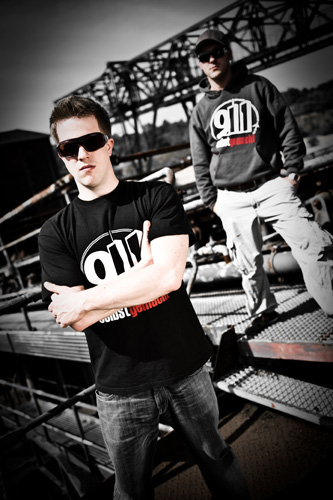
Die Bandbreite in Shirts mit dem Songtitel selbst gemacht (mit Bezug zum 11. September 2001)

Die Bandbreite war ein Hip-Hop-Duo aus Duisburg, das in deutscher Sprache rappte. Es bestand aus Torben Eckhoff alias DJ Torben und dem Sänger und Songwriter Marcel Wojnarowicz, der unter dem Künstlernamen Wojna auftrat. Das 1999 gegründete Duo positionierte sich politisch anfänglich im politisch linken und antifaschistischen Spektrum und wandelte sich dann über verschwörungsideologische Zusammenhänge letztlich in eine Querfront-Gruppierung, die 2020 bei der Alternative für Deutschland auftrat.

## Geschichte
Das Deutsch-Hip-Hop-Duo Die Bandbreite entwickelte sich aus den Solo-Aktivitäten der beiden Akteure Marcel Wojnarowicz (* 1976), auch Wojna genannt, und DJ Torben. Wojna begann nach eigenen Aussagen 1992 damit, eigene Texte zu schreiben. Die erste Veröffentlichung hatte er 1998 auf dem 1. Duisburger Rap-Sampler, in den Folgejahren erschienen weitere Songs auf verschiedenen Samplern. Außerdem war er Teil des Rhein Ruhr Pakt und Mitglied der Band Tapesh 2012. Die erste Gemeinschaftsproduktion Wojna und Turbo mit Torben erschien 2000 auf dem Sampler Kommt in die Pötte.
2001 erschien unter dem Namen wojna und die komplette bandbreite die EP HipHop, im darauffolgenden Jahr erschienen Songs unter die komplette bandbreite, unter anderem die Single warum nur einmal. die welt ist schön wurde 2003 als erstes Album mit einer Auflage von 2000 Stück veröffentlicht, 2006 folgte komplett durch unter dem Namen die bandbreite. Selbst gemacht erschien 2007 als EP unter dem heutigen Namen Die Bandbreite und 2008 wurden das Album Hexenjagd und die Single Dat is Duisburg veröffentlicht. 2009 erschien die EP Zwangsimpfung, 2010 die EP Weltmeister. 2009 spielte Wojna den Puppenspieler im Musikvideo Der Puppenspieler von She MC.
2011 wurde die LP Reflexion veröffentlicht. Seit 2017 wurden ihre Lieder nicht mehr bei Lärmquelle Records, sondern bei „Das Gute Label“ veröffentlicht. Im September 2023 spielten sie auf dem NuoViso Sommerfest ihr Abschiedskonzert.

## Lieder
Der Titel Dat is Duisburg wurde 2008 von der Neuen Ruhr Zeitung einmal  als inoffizielle Hymne der Stadt bezeichnet.
In der Liederbestenliste vom August 2010 erklomm die Bandbreite mit ihrem Song Was ist los in diesem Land den dritten Platz. Dieser Song schaffte mit dem siebten Platz einen Wiedereinstieg in die Liederbestenliste vom Januar 2012.

## Politische Positionen
Das Duo bezeichnete sich selbst als Polit-Pop-Band. Viele Songs enthalten politische Aufrufe. In ihren Texten knüpft die Band dabei auch an Verschwörungstheorien an. Unter anderem werden in dem Stück Selbst gemacht Verschwörungstheorien zum 11. September 2001 propagiert. In dem Song Demokratie wird die Mondlandung bezweifelt. Jürgen Elsässer, auf den sich der Sänger Wojnarowicz positiv bezieht, bezeichnete die Bandbreite als „die erfolgreichste Band der ‚Wahrheitsbewegung‘“.
Wojnarowicz führte in einem Interview mit der Islamischen Zeitung zum politischen Profil der Band aus, dass er bereits als Kind an Ostermärschen teilgenommen habe und Mitglied der IG Metall sowie der Falken gewesen sei. Aus letzteren wurde er schließlich wegen der verschwörungstheoretischen Texte der Band ausgeschlossen. Unter anderem der nordrhein-westfälische Landesvorstand der Partei Die Linke beschloss im November 2012, dass der Landesverband „sich an Veranstaltungen von Parteigliederungen, auf denen die Duisburger Band ‚Die Bandbreite‘ auftritt, weder finanziell noch inhaltlich oder organisatorisch beteiligen“ werde, und riet davon ab, mit der Band zusammenzuarbeiten.
Das politische Spektrum der Organisationen, bei denen die Band auftritt, reicht von der marxistisch-leninistischen DKP bis hin zur rechtspopulistischen SVP. 2011 rief das Duo zu einer Truther-Demonstration in Karlsruhe auf, die von Eva Herman über den Internetauftritt des Kopp-Verlages beworben worden war. Anfang 2013 komponierte und sang die Band den Parteisong für die Kleinstpartei Neue Mitte von Christoph Hörstel. Dies nahm die Rosa Luxemburg Stiftung Rheinland-Pfalz mit der Begründung, dass „das Programm dieser Partei […] mit linken Positionen nicht vereinbar“ sei, zum Anlass, sich als Veranstalter des Linken Liedersommers, bei dem die Band trotz Ausladung auftreten sollte, zurückzuziehen. Im September 2014 trat die Band beim verschwörungstheoretischen und in „offenkundige[r] Nähe zu rechtsextremem Gedankengut“ stehenden Quer-Denken-Kongress von Michael Friedrich Vogt in Neu-Isenburg auf. Im Bundestagswahlkampf 2017 unterstützte die Band die Partei von Christoph Hörstel, die Deutsche Mitte. Die Band singt in ihrem Song ''Bitte impft sie nicht'' auch gegen das Impfen von Kindern.
2020 bestätigte Frontmann Wojna öffentlich, dass die Band bei der Partei Alternative für Deutschland aufgetreten sei. „Bei vielen Themen“, habe er „einen Konsens zwischen anwesenden AfD-lern, den linken Gegendemonstranten und uns als Bandbreite“ wahrgenommen.

## Rezeption
Wegen ihrer Anschlussfähigkeit an die rechte bis rechtsextreme Szene und ihrer verschwörungstheoretischen Positionen wird Die Bandbreite in den Medien und von linken politischen Gruppen regelmäßig kritisiert und „ein mehr als unappetitliches Gebräu aus Verschwörungstheorien, Anti-Amerikanismus, Sexismus und Frauenfeindlichkeit“ ausgemacht. Mehrere Organisationen, wie Gewerkschaften und Landesverbände der Linkspartei, fassten Beschlüsse, die Band für Veranstaltungen nicht zu buchen. Der Linkenpolitiker Diether Dehm verteidigte die Band und plante sie für den Bundestagswahlkampf 2013 seiner Partei ein.
In einem Artikel auf Spiegel Online warf Alexandra Sillgitt der Band vor, sie verbreite „wüste Verschwörungspolemik“. Matthias Jena von der IG Metall Bayern stellte im selben Beitrag klar, dass die IG Metall Bayern die „abstrusen“ Theorien der Band nicht teile, und kündigte an, dass die Band nicht mehr bei Veranstaltungen der IG Metall Bayern und der DGB-Jugend auftreten werde.
Zlatan Alihodzic kritisierte am 31. Juli 2008 in der WAZ, dass Die Bandbreite trotz verschwörungstheoretischer und auch bei Neonazis großen Anklang findender Texte von der SPD, Der Linken und dem DGB in Duisburg für Veranstaltungen gebucht wurde.
Wegen der Verbreitung der Behauptung in der Berliner Regionalausgabe der taz, die Band sei für ihre antisemitischen Texte bekannt, erhob Wojnarowic eine erfolgreiche Unterlassungsklage gegen die taz. Die taz legte daraufhin beim Kammergericht Berlin Berufung gegen das Urteil der Pressekammer des Landgerichts Berlin ein und verlor erneut. Eine geforderte finanzielle Entschädigung konnte die Band jedoch nicht durchsetzen. Auch nachdem der Journalist Stefan Laurin der Band Antisemitismus in ihren Texten vorgeworfen hatte, wurde ihm die Wiederholung dieser Aussage durch Urteil des Landgerichts Bochum vom 21. September 2011 unter Strafandrohung verboten.
Die Band trat bei der 2009er Konferenz der Anti-Zensur-Koalition von Ivo Sasek auf.
Martin Wassermann nahm den WM-Song Weltmeister zum Anlass, um sich in der linken Wochenzeitung Jungle World kritisch mit der Band auseinanderzusetzen, bei der er einen „Spagat zwischen reaktionärer Verschwörungsideologie, vermeintlich linken Standpunkten und Deutschland-Huldigung“ ausmacht.
Anlässlich des Auftritts der Band am 12. Mai 2010 beim Linken Liedersommer auf Burg Waldeck, der unter dem Motto „Linke Lieder gegen Ausbeutung und Krieg“ stattfand, berichtete die junge Welt noch positiv über die Band und bezeichnete angesichts der Eindrücke antideutsche Vorwürfe als „lächerlich“. Auch 2012 schrieb das Blatt: „»Bandbreites« Texte sind provokant, sie bilden keine Realität ab, sondern die Sicht vieler Leute auf diese Realität. Dies hat nicht nur Berechtigung, sondern ist notwendig als ein Gradmesser, der die steigende Fieberkurve unserer Gesellschaft anzeigt – eine wichtige Funktion von Liedern mit politischem Anspruch, die über ein schlichtes Agitprop-Schema hinausgehen wollen.“ Im Zusammenhang mit einem Auftritt bei den umstrittenen sogenannten Mahnwachen für den Frieden warf dann das Blatt der Band im April 2014 vor, sich nie gescheut zu haben, bei Verschwörungstheoretikern und Rechtsesoterikern aufzutreten.
Der Landesausschuss der NRW-Jusos stimmte am 29. Januar 2012 einem Antrag zu, in dem alle Gliederungen der Jusos und der SPD aufgefordert wurden, die Band nicht zu Veranstaltungen für Musikdarbietungen einzuladen. Jegliche Form von Antisemitismus, Sexismus oder antiamerikanischen Verschwörungstheorien lehne man entschieden ab.
Die Neue Westfälische Zeitung schrieb am 3. Oktober 2012: „Anders als die Alt-68er-Generation wie Wecker, Wader oder Mey schafft es das Duo, mit großer musikalischer Vielfalt […] gesellschaftliche und geopolitische Fehlentwicklungen zu analysieren.“
Das Neue Deutschland warf der Band 2012 vor, sie wirke als „Appetitanreger für hochgradig reaktionäre Ideologien“ wie die „krude antisemitische Propaganda des Buchautoren Wolfgang Eggert“, da die Band sich in ihrer Schilderung der Entstehung des Textes zum Lied AIDS explizit auf Eggert berufen habe. Eggert hatte in seinem Buch Die geplanten Seuchen mit „offen antisemitischen Formulierungen“ die Behauptung aufgestellt, jüdische Institutionen bzw. Personen wären beteiligt gewesen, die Immunseuche AIDS vorsätzlich in die Welt zu setzen. Die Band bewarb Eggerts Buch auf ihrer Webseite und verlinkte den Internetauftritt von dessen Verlag Chronos Medien, der dort z. B. Bücher wie Messianisten-Netzwerke treiben zum Weltenende, Israels Geheimvatikan als Vollstrecker biblischer Prophetie oder über die verschwiegene Rolle von Mossad und CIA bei den Anschlägen vom 11. September anbietet.
2013 wurde ein Auftritt der Band auf dem Occupy-Camp in Hamburg von Seiten der Aktivisten abgesagt, nachdem mehrere Bands sich geweigert hatten, aufzutreten, wenn Die Bandbreite teilnehmen sollte. Erneut wurde der Vorwurf der Rechtslastigkeit erhoben. Im selben Jahr wurde Wojnarowicz „wegen verschwörungstheoretischer Texte“ aus der Sozialistischen Jugend Deutschlands – Die Falken ausgeschlossen.
2015 wurde die Band beim Krefelder „Greengos-Festival“ am Elfrather See ausgeladen, nachdem der Mitveranstalter Greenpeace und einige der anderen Bands sich bereits zurückziehen wollten. Der Veranstalter begründete die Maßnahme damit, dass „man damit ganz klar zum Ausdruck bringen [wolle], dass die Greengos gegen Sexismus, Rassismus, Antisemitismus, Nationalismus, Homonegativität und vorschneller genereller Diskreditierung, sowie jeglicher anderen Art von Diskriminierung“  sei. Die als Headliner angekündigten Fog Joggers begrüßten die Entscheidung des Veranstalters.

## Diskografie

### Alben
- 2003: die komplette bandbreite: die welt ist schön
- 2006: die bandbreite: komplett durch
- 2008: Die Bandbreite: Hexenjagd
- 2011: Die Bandbreite: Reflexion
- 2013: Die Bandbreite: Art aber Fair
- 2016: Die Bandbreite: Die letzten Linken

### EPs
- 2001: wojna und die komplette bandbreite: HipHop
- 2007: Die Bandbreite: Selbst gemacht
- 2009: Die Bandbreite: Zwangsimpfung
- 2010: Die Bandbreite: Weltmeister
- 2015: Die Bandbreite: Schmetterlinge im Glas

### Singles
- 2002: die komplette bandbreite: warum nur einmal
- 2008: Die Bandbreite: Dat is Duisburg
- 2013: Die Bandbreite: Mafia
- 2017: Die Bandbreite: „Bitte impft sie nicht“
- 2019: Die Bandbreite: Es ist wieder soweit

### DVD
- 150 Minuten Bandbreite
- Truthcamp – Die Bandbreite live

### Weitere

#### Als Teil des Rhein Ruhr Pakt
- Gruppentherapie
- Du Bist die Schwuchtel
- Hip Hop Polizei
- Hier Kommt Der Pakt!
- Der Club Brennt
- Jung & Frei

#### Als Feature Artist
- Wo liegt die Wahrheit (Kilez More)
- Schenk Ma Fünf Minuten (Siggi Maron)
- International Unity (Kilez More)
- Зона Отчуждения (Deutsch: Ausschlusszone) (Бонано Клика / Deutsch: Bonano Klicke)
- Wat’n Revoluzzer-Lied (Frank Baier)
- Schublade (Durstig)

Außerdem finden sich einzelne Lieder auf verschiedenen Samplern, unter anderem auf Gemeinsam Gegen Rechts – Die Rote Schulhof CD.